# Cryptolestes incertus
Cryptolestes incertus is een keversoort uit de familie dwergschorskevers (Laemophloeidae). De wetenschappelijke naam van de soort werd in 1888 gepubliceerd door Antoine Henri Grouvelle.